# Élections aux Cortes de Castille-La Manche de 2023
Les élections aux Cortes de Castille-La Manche de 2023 (en espagnol : Elecciones a las Cortes de Castilla-La Mancha de 2023) se tiennent le dimanche 28 mai 2023, afin d'élire les 33 députés de la XIe législature des Cortes de Castille-La Manche pour un mandat de quatre ans.

## Mode de scrutin
Les Cortes de Castille-La Manche (Cortes de Castilla-La Mancha) sont une assemblée parlementaire monocamérale constituée de 33 députés (diputados), élus pour une législature de quatre ans au suffrage universel direct selon les règles du scrutin proportionnel d'Hondt par l'ensemble des personnes résidant dans la communauté autonome où résidant momentanément à l'extérieur de celle-ci, si elles en font la demande.

### Convocation du scrutin
Conformément à l'article 10 du statut d'autonomie de Castille-La Manche, les Cortes sont élues pour un mandat de quatre ans, le quatrième dimanche du mois de mai. L'article 19 de la loi électorale de Castille-La Manche du 23 décembre 1986 précise que les élections sont convoquées au moyen d'un décret du président de la Junte des communautés de Castille-La Manche publié 54 jours avant la date retenue pour la tenue du scrutin.

### Nombre de députés par circonscription
Puisque l'article 10 du statut d'autonomie prévoit que « les Cortes seront composées d'au moins 25 députés et d'au plus 35 » et que « la circonscription électorale est la province », l'article 16 de la loi électorale dispose que le nombre de parlementaires est fixé à 33 et attribue à chaque circonscription trois sièges, les 18 mandats restant étant distribués en fonction de la population provinciale.
Le décret de convocation des élections, publié le 4 avril 2023, dispose que la circonscription d'Albacete se voit attribuer 7 députés, la circonscription de Ciudad Real 7 députés, la circonscription de Cuenca 5 députés, la circonscription de Guadalajara 5 députés et la circonscription de Tolède 9 députés.
| Circonscriptions        | Députés | Carte                                  |
| ----------------------- | ------- | -------------------------------------- |
| Tolède                  | 9       | Nombre de députés par circonscription. |
| Albacete et Ciudad Real | 7       | Nombre de députés par circonscription. |
| Cuenca et Guadalajara   | 5       | Nombre de députés par circonscription. |

### Présentation des candidatures
Peuvent présenter des candidatures, : 
- les partis et fédérations de partis inscrits auprès des autorités ;
- les coalitions de partis et/ou fédérations inscrites auprès de la commission électorale au plus tard dix jours après la convocation du scrutin ;
- et les électeurs de la circonscription, s'ils représentent au moins 1 % des inscrits.

### Répartition des sièges
Seules les listes ayant recueilli au moins 3 % des suffrages valides — qui correspondent au total des suffrages exprimés et des votes blancs — dans la circonscription peuvent participer à la répartition des sièges à pourvoir, qui s'organise en suivant différentes étapes : 
- les listes sont classées en une colonne par ordre décroissant du nombre de suffrages obtenus ;
- les suffrages de chaque liste sont divisés par 1, 2, 3... jusqu'au nombre de députés à élire afin de former un tableau ;
- les mandats sont attribués selon l'ordre décroissant des quotients ainsi obtenus[7],[8].

## Campagne

### Principales forces politiques
| Force politique | Force politique                                                          | Force politique | Idéologie                                                                       | Chef de file                                 | Résultats en 2019          |
| --------------- | ------------------------------------------------------------------------ | --------------- | ------------------------------------------------------------------------------- | -------------------------------------------- | -------------------------- |
|                 | Parti socialiste ouvrier espagnol (es) Partido Socialista Obrero Español | PSOE            | Centre gauche Social-démocratie, progressisme, régionalisme                     | Emiliano García-Page (Président de la Junte) | 44,1 % des voix 19 députés |
|                 | Parti populaire (es) Partido Popular                                     | PP              | Centre droit à droite Libéral-conservatisme, démocratie chrétienne, unionisme   | Paco Núñez (es)                              | 28,5 % des voix 10 députés |
|                 | Ciudadanos (fr) Citoyens                                                 | Cs              | Centre droit à droite Libéralisme, réformisme, unionisme                        | Carmen Picazo (es)                           | 11,4 % des voix 4 députés  |
|                 | Vox                                                                      | Vox             | Droite radicale à extrême droite Néo-franquisme, centralisme, ultranationalisme | David Moreno                                 | 7,0 % des voix 0 député    |
|                 | Unidas Podemos (fr) Unies, nous pouvons                                  | UP              | Gauche à extrême gauche Progressisme, socialisme démocratique, antimondialisme  | José Luis García Gascón (es)                 | 6,9 % des voix 0 député    |

## Résultat

### Participation
| Taux de participation | En 2019 | En 2023 | Différence |
| --------------------- | ------- | ------- | ---------- |
| à 14 heures           | 37,72 % | 41,06 % | 3,34       |
| à 18 heures           | 53,40 % | 57,58 % | 4,18       |
| à 20 heures           | 70,82 % | 69,60 % | 1,22       |

### Voix et sièges

#### Total régional
| Représentation en hémicycle sur un axe gauche-droite du résultat. |                                               |           |       |       |        |               |
| Partis                                                            | Partis                                        | Voix      | %     | +/-   | Sièges | +/-           |
|                                                                   | Parti socialiste ouvrier espagnol (PSOE)      | 490 288   | 45,04 | 0,94  | 17     | 2             |
|                                                                   | Parti populaire (PP)                          | 366 312   | 33,65 | 5,13  | 12     | 2             |
|                                                                   | Vox                                           | 139 607   | 12,83 | 5,82  | 4      | 4             |
|                                                                   | Unidas Podemos (UP)                           | 45 317    | 4,16  | 2,76  | 0      | en stagnation |
|                                                                   | Ciudadanos (Cs)                               | 10 885    | 1,00  | 10,38 | 0      | 4             |
|                                                                   | Parti animaliste avec l'environnement (PACMA) | 10 727    | 0,99  | 0,19  | 0      | en stagnation |
|                                                                   | Autres                                        | 9 747     | 0,90  | –     | 0      | en stagnation |
|                                                                   | Votes blancs                                  | 15 570    | 1,43  | 0,62  |        |               |
|                                                                   |                                               |           |       |       |        |               |
| Votes valides                                                     | Votes valides                                 | 1 088 453 | 98,28 |       |        |               |
| Votes nuls                                                        | Votes nuls                                    | 19 054    | 1,72  |       |        |               |
| Total                                                             | Total                                         | 1 107 507 | 69,60 | –     | 33     | en stagnation |
| Abstentions                                                       | Abstentions                                   | 483 755   | 30,40 |       |        |               |
| Inscrits / Participation                                          | Inscrits / Participation                      | 1 591 262 | 69,60 |       |        |               |

#### Par circonscription
| Circonscription | Circonscription | Albacete | Albacete | Albacete      | Albacete      | Ciudad Real | Ciudad Real | Ciudad Real   | Ciudad Real   | Cuenca  | Cuenca  | Cuenca        | Cuenca        | Guadalajara | Guadalajara | Guadalajara   | Guadalajara   | Tolède  | Tolède  | Tolède        | Tolède        |
| --------------- | --------------- | -------- | -------- | ------------- | ------------- | ----------- | ----------- | ------------- | ------------- | ------- | ------- | ------------- | ------------- | ----------- | ----------- | ------------- | ------------- | ------- | ------- | ------------- | ------------- |
|                 |                 |          |          |               |               |             |             |               |               |         |         |               |               |             |             |               |               |         |         |               |               |
| Sièges          | Sièges          | 7        | 7        | en stagnation | en stagnation | 7           | 7           | en stagnation | en stagnation | 5       | 5       | en stagnation | en stagnation | 5           | 5           | en stagnation | en stagnation | 9       | 9       | en stagnation | en stagnation |
|                 |                 |          |          |               |               |             |             |               |               |         |         |               |               |             |             |               |               |         |         |               |               |
|                 |                 | Nombre   | Nombre   | %             | %             | Nombre      | Nombre      | %             | %             | Nombre  | Nombre  | %             | %             | Nombre      | Nombre      | %             | %             | Nombre  | Nombre  | %             | %             |
| Inscrits        | Inscrits        | 308 216  | 308 216  | 100,00        | 100,00        | 391 211     | 391 211     | 100,00        | 100,00        | 153 474 | 153 474 | 100,00        | 100,00        | 196 733     | 196 733     | 100,00        | 100,00        | 541 628 | 541 628 | 100,00        | 100,00        |
| Abstentions     | Abstentions     | 95 448   | 95 448   | 30,97         | 30,97         | 117 404     | 117 404     | 30,01         | 30,01         | 38 766  | 38 766  | 25,26         | 25,26         | 64 129      | 64 129      | 32,60         | 32,60         | 168 008 | 168 008 | 31,02         | 31,02         |
| Votants         | Votants         | 212 768  | 212 768  | 69,03         | 69,03         | 273 807     | 273 807     | 69,99         | 69,99         | 114 708 | 114 708 | 74,74         | 74,74         | 132 604     | 132 604     | 67,40         | 67,40         | 373 620 | 373 620 | 68,98         | 68,98         |
| Nuls            | Nuls            | 3 826    | 3 826    | 1,80          | 1,80          | 4 837       | 4 837       | 1,77          | 1,77          | 1 804   | 1 804   | 1,57          | 1,57          | 2 034       | 2 034       | 1,53          | 1,53          | 6 553   | 6 553   | 1,75          | 1,75          |
| Valides         | Valides         | 208 942  | 208 942  | 98,20         | 98,20         | 268 970     | 268 970     | 98,23         | 98,23         | 112 904 | 112 904 | 98,43         | 98,43         | 130 570     | 130 570     | 98,47         | 98,47         | 367 067 | 367 067 | 98,25         | 98,25         |
|                 |                 |          |          |               |               |             |             |               |               |         |         |               |               |             |             |               |               |         |         |               |               |
| Partis          | Partis          | Voix     | %        | Sièges        | +/-           | Voix        | %           | Sièges        | +/-           | Voix    | %       | Sièges        | +/-           | Voix        | %           | Sièges        | +/-           | Voix    | %       | Sièges        | +/-           |
|                 | PSOE            | 89 054   | 42,62    | 3             | 1             | 125 306     | 46,59       | 4             | en stagnation | 53 531  | 47,41   | 3             | en stagnation | 55 105      | 42,20       | 2             | 1             | 167 292 | 45,58   | 5             | en stagnation |
|                 | PP              | 74 179   | 35,50    | 3             | 1             | 92 873      | 34,53       | 2             | en stagnation | 37 884  | 33,55   | 2             | en stagnation | 39 528      | 30,27       | 2             | 1             | 121 848 | 33,20   | 3             | en stagnation |
|                 | VOX             | 25 915   | 12,40    | 1             | 1             | 32 247      | 11,99       | 1             | 1             | 11 816  | 10,47   | 0             | en stagnation | 21 007      | 16,09       | 1             | 1             | 48 622  | 13,25   | 1             | 1             |
|                 | UP              | 9 721    | 4,65     | 0             | en stagnation | 9 706       | 3,61        | 0             | en stagnation | 3 624   | 3,21    | 0             | en stagnation | 7 800       | 5,97        | 0             | en stagnation | 14 466  | 3,94    | 0             | en stagnation |
|                 | Cs              | 3 371    | 1,61     | 0             | 1             | 2 431       | 0,90        | 0             | 1             | 771     | 0,68    | 0             | en stagnation | 1 650       | 1,26        | 0             | 1             | 2 662   | 0,73    | 0             | 1             |
|                 | PACMA           | 2 470    | 1,18     | 0             | en stagnation | 2 553       | 0,95        | 0             | en stagnation | 645     | 0,57    | 0             | en stagnation | 2 083       | 1,60        | 0             | en stagnation | 2 976   | 0,81    | 0             | en stagnation |
|                 | Autres          | 718      | 0,34     |               |               | 0           | 0,00        |               |               | 2 860   | 2,53    |               |               | 1 412       | 1,08        |               |               | 4 757   | 1,30    |               |               |
|                 | Blancs          | 3 514    | 1,68     | 3 854         | 1,43          | 1 773       | 1,57        | 1 985         | 1,52          | 4 444   | 1,21    |               |               |             |             |               |               |         |         |               |               |

## Suites
Le 29 juin 2023, le président des Cortes, Pablo Bellido, annonce qu'il propose la candidature d'Emiliano García-Page à la présidence de la communauté autonome et convoque le débat d'investiture pour les 5 et 6 juillet suivants. Ayant prononcé son discours de politique générale le 5 juillet, il obtient le lendemain la confiance des Cortes par 17 voix pour et 16 voix contre : le Parti socialiste vote en sa faveur, mais le Parti populaire et Vox s'y opposent.